# Amtsgericht Königshofen im Grabfeld
Das Amtsgericht Königshofen im Grabfeld war ein von 1879 bis 1973 bestehendes bayerisches Gericht der ordentlichen Gerichtsbarkeit mit Sitz im heutigen Bad Königshofen im Grabfeld.

## Geschichte
Im Jahre 1804 wurde im Verlauf der Verwaltungsneugliederung Bayerns das Landgericht Königshofen errichtet. 1806 bis 1814 war es dann ein Landgericht im Großherzogtum Würzburg. Dieses kam im Jahr 1817 zum neu gegründeten bayerischen Untermainkreis. Anlässlich der Einführung des Gerichtsverfassungsgesetzes am 1. Oktober 1879 wurde in Königshofen im Grabfeld ein Amtsgericht errichtet, dessen Sprengel deckungsgleich mit dem gleichzeitig aufgehobenen Landgerichtsbezirk Königshofen war und somit aus den Ortschaften Alsleben, Althausen, Aub, Aubstadt, Breitensee, Eyershausen, Gabolshausen, Gollmuthhausen, Großbardorf, Großeibstadt, Herbstadt, Höchheim, Ipthausen, Irmelshausen, Kleinbardorf, Kleineibstadt, Königshofen, Leinach, Merkershausen, Obereßfeld, Ottelmannshausen, Rothausen, Saal an der Saale, Schwanhausen, Serrfeld, Sternberg im Grabfeld, Sulzdorf an der Lederhecke, Sulzfeld, Trappstadt, Untereßfeld, Waltershausen, Wülfershausen an der Saale und Zimmerau bestand. Nächsthöhere Instanz war das Landgericht Schweinfurt.
Das Amtsgericht befand sich im Rathaus der Stadt am Marktplatz 2.
Durch Inkrafttreten des Gesetzes über die Organisation der ordentlichen Gerichte im Freistaat Bayern (GerOrgG) am 1. Juli 1973 wurde das Amtsgericht Königshofen im Grabfeld aufgehoben und dessen Bezirk dem Amtsgericht Bad Neustadt an der Saale zugeteilt.